# Мужская сборная Индии по баскетболу 3×3
Мужская сборная Индии по баскетболу 3×3 представляет Индию на международных соревнованиях по баскетболу 3×3. Управляющим органом является Баскетбольная федерация Индии.
По состоянию на 27 августа 2024, мужская сборная Индии по баскетболу 3×3 занимает 60-е место в мировом рейтинге ФИБА мужских сборных по баскетболу 3×3.

## Результаты выступлений
| Турнир         | Золото | Серебро | Бронза | Всего |
| -------------- | ------ | ------- | ------ | ----- |
| Чемпионат Азии | —      | —       | —      | —     |
| Азиатские игры | —      | —       | —      | —     |
| Итого          | —      | —       | —      | —     |

### Чемпионат Азии по баскетболу 3x3
| Год             | Место          | Игры           | Победы         | Поражения      | Состав команды                                                                              |
| --------------- | -------------- | -------------- | -------------- | -------------- | ------------------------------------------------------------------------------------------- |
| Доха 2013       | 5              | 4              | 2              | 2              | Pratham Singh, Ajay Pratap Singh, Arjun Singh, Ranbir Singh Virdi                           |
| Улан-Батор 2017 | 9              | 2              | 0              | 2              | Ravi Bhardwaj, Anil Kumar Bukankere Krishne Gowda, Jeevanantham Pandi, Gurvinder Singh Gill |
| 2018—2019       | не участвовали | не участвовали | не участвовали | не участвовали | не участвовали                                                                              |
| Сингапур 2022   | 10             | 2              | 0              | 2              | Manik, Vishesh Bhriguvanshi, Prashant Singh Rawat, Sahaij Pratap Singh Sekhon               |
| Сингапур 2023   | 11             | 2              | 0              | 2              | Piyush Meena, Arvind Muthu, Kanwar Gurbaz Singh Sandhu, Sahaij Pratap Singh Sekhon          |
| 2024            | не участвовали | не участвовали | не участвовали | не участвовали | не участвовали                                                                              |

### Азиатские игры
| Год          | Место          | Игры           | Победы         | Поражения      | Состав команды                                                             |
| ------------ | -------------- | -------------- | -------------- | -------------- | -------------------------------------------------------------------------- |
| 2018         | не участвовали | не участвовали | не участвовали | не участвовали | не участвовали                                                             |
| Ханчжоу 2022 | 10             | 4              | 2              | 2              | Sahaij Pratap Singh Sekhon, Princepal Singh, Pranav Prince, Lokendra Singh |